# EMac
L'eMac, contracció d'education Mac, va ser un ordinador d'escriptori McIntosh fet per Apple Inc. Al principi va estar destinat cap al món de l'educació, després va estar disponible al públic en general com una opció molt rendible sota la segona generació d'iMac. El disseny de l'eMac tancava el reensamblatge de la primera generació dels iMacs. Aquest suportava un processador PowerPC G4 significativament més ràpid que el seu processador antecessor G3, i un monitor més gran de 17".
L'eMac va deixar de fabricar-se per Apple el 5 de juliol de 2006 i va ser reemplaçat per un model més econòmic, l'eMac era de gamma més baixa que l'iMac, al principi es va vendre únicament a institucions educatives, però després es va llançar al públic en general al Setembre de 2006.

## Descripció general
Apple va introduir l'eMac a l'abril de 2002 com una alternativa de baix cost al nou iMac G4 LCD. Al principi van ser destinats exclusivament al món de l'educació, però la seva demanda va ser tan gran que al final va ser posat a disposició del públic en general un mes més tard.
Les característiques de l'eMac 17" de flat CRT monitor, un processador PowerPC G4 Freescale a 700 o 800 MHz, gràfics nVidia GeForce2 MX, i altaveus estèreo integrats de 18 wats. Els models públics van ser valorats amb US$1,099 i US$1,499, omplint la franja de preu de 799 dòlars EUA per l'antic iMac G3 i 1499 dòlars pel nou iMac G4 LCD. Apple va treure del mercat la línia de l'antic iMac al març del 2003 però no va omplir el preu "barat"fins al maig del 2003, quan la línia de l'eMac va ser actualitzada el seu preu de venda va ser baixat a nivells dels antics iMac. Aquesta versió era construïda amb la velocitat de processador a 800 MHz i 1 GHz i va substituir el gràfics de la GeForce2 amb l'ATI Technologies Radeon 7500.
L'eMac encara va ser millorat a l'octubre del 2003, quan el model de 800 MHz va ser eliminat i el model d'1 GHz va baixar el seu preu. Un model més car d'1 GHz que incloïa una unitat SuperDrive que també va ser fet a un preu econòmic. Aquest model destaca en ser un dels ordinadors menys cars de la marca que podia cremar DVDs. Aquesta va ser l'última reversió de l'eMac capaç d'executar el sistema operatiu Mac OS 9 nativament, i també va ser l'últim model venut que mantenia aquesta capacitat.
La següent revisió a la línia de l'eMac va aparèixer a l'abril del 2004, amb DDR SDRAM, un processador més ràpid funcionant a 1.25 GHz, i un chipset de vídeo ATI Radeon 9200. La revisió més recent va aparèixer al maig del 2005, amb una CPU encara més ràpida funcionant a 1.42 GHz, gràfics millorats i major nivell de discs durs. Una sèrie de màquines eMac han patit a causa del que es coneix com a "Raster Shift", un fenomen estrany en que l'últim terç o la meitat de la pantalla queda en negre, amb la resta de la imatge desplaçada cap amunt i cap a fora del límit superior de la pantalla. Problemes estàtic greus també acompanyen el problema, fent que la part visible de la pantalla pràcticament sigui inútil. En resposta a aquest problema, Apple va oferir una solució que representava la substitució del cable de vídeo de l'interior de l'eMac.
El 12 d'octubre de 2005, Apple torna a restringir les vendes de l'eMac a les institucions educatives i va tornar al seu pla comercial "E és per a l'educació" que havia estat adjuntat al producte des de la seva inicial restricció de vendes al sector educatiu. L'empresa va tornar a implementar la seva mesura de restricció amb raons no especificades. Alguns analistes creuen que Apple volia forçar al públic en general a comprar els models més costosos del Mac mini o l'iMac. Tanmateix, L'eMac encara estava disponible per a la venda al públic en general a través de diversos llocs web de tercers minoristes.
Als voltants del 2006, alguns usuaris van iniciar l'experiència del sistema congelat a la segona reversió de l'eMac - actualment amb 18 mesos d'antiguitat. El 5 de juliol de 2006, va ser introduït una "configuració pel món educatiu" de l'iMac Core Duo, finalitzant i reemplaçant la línia sencera de l'eMac. El nou iMac tenia una unitat Combo en comptes de la SuperDrive i una unitat de disc inferior de 80 GB.
L'eMac utilitza Mac OS X 10.2-10.4, amb Mac OS 9 utilitzant l'entorn Clàssic. Els models d'1 GHz a 1.42 GHz poden suportar Mac OS X 10.5.

## Especificacions
| Component                   | eMac | eMac (Gràfics ATI) | eMac (USB 2.0) | eMac (2005) |
| Monitor                     | 17" (16" visibles) flat CRT, resolució màxima suportada 1280 x 960                                                                        | 17" (16" visibles) flat CRT, resolució màxima suportada 1280 x 960                                                                        | 17" (16" visibles) flat CRT, resolució màxima suportada 1280 x 960                                                                                           | 17" (16" visibles) flat CRT, resolució màxima suportada 1280 x 960                                                          |
| Gràfics                     | nVidia GeForce 2 MX amb 32 MB SDRAM DDR                                                                                                   | ATI Radeon 7500 amb suport AGP 4x; memòria de vídeo 32 MB SDRAM DDR dedicades                                                             | ATI Radeon 9200 amb suport AGP 4x; memòria de vídeo 32 MB SDRAM DDR dedicades                                                                                | ATI Radeon 9600 amb suport AGP 4x; memòria de vídeo 64 MB SDRAM DDR dedicades (32 MB SDRAM DDR de vídeo pel model educatiu) |
| Disc dur                    | 40 GB | 40 GB, 60 GB, 80 GB | 40 GB, 80 GB | 40 GB, 80 GB, 120 GB, 160 GB                                                                                                |
| Processador                 | PowerPC G4 a 700 MHz o 800 MHz | PowerPC G4 a 800 MHz o 1 GHz | PowerPC G4 a 1.25 GHz (1 GHz únicament al model per a l'educació)                                                                                            | PowerPC G4 a 1.42 GHz (1.25 GHz únicament al model per a l'educació)                                                        |
| Memòria                     | 128 MB SDRAM de PC133 Ampliable a 1GB | 128 MB SDRAM de PC133 (256 MB al model amb superdrive) Ampliable a 1 GB                                                                   | 256 MB SDRAM DDR de PC2700 (333 MHz) Ampliable a 2 GB (oficialment 1 GB està suportada)                                                                      | 256MB SDRAM DDR de PC2700 (333 MHz) (512 MB al model amb superdrive) Ampliable a 2GB (oficialment 1 GB està suportat)       |
| AirPort                     | Antenes integrades i ranura opcional per a la targeta AirPort de 11 Mbit/s; compatible amb IEEE 802.11b                                   | Antenes integrades i una ranura d'expansió per a una targeta AirPort Extreme a 54 Mbit/s                                                  | Antenes integrades i una ranura d'expansió per a una targeta AirPort Extreme a 54 Mbit/s                                                                     | Antenes integrades i una ranura d'expansió per a una targeta AirPort Extreme a 54 Mbit/s                                    |
| Unitat interna CD           | n/d | 32x lectura | n/d | 32x lectura |
| Combo drive Interna[c]      | lectura 8x DVD i 32x CD; escriptura 32x CD-R i 10x CD-RW                                                                                  | lectura 8x DVD i 32x CD; escriptura 32x CD-R i 10x CD-RW                                                                                  | lectura 12x DVD i 32x CD; escriptura 32x CD-R i 10x CD-RW | lectura 12x DVD i 32x CD; escriptura 32x CD-R i 24x CD-RW                                                                   |
| SuperDrive Interna[c]       | n/d | lectura 8x DVD i 32x CD; escriptura 4x DVD-R, 16x CD-R, i 8x CD-RW                                                                        | lectura 10x DVD i 32x CD; escriptura 8x DVD-R, 24x CD-R, i 10x CD-RW                                                                                         | lectura 12x DVD i 32x CD; escriptura 8x DVD+/-R, 4x DVD+/-RW, 2.4x DVD+R DL, 24x CD-R, 8x CD-RW                             |
| Característiques estàndards | 3 ports USB 1.1 integrats i 2 ports Firewire 400, Altaveus estèreo integrats Harmon Kardon de 18 watts, Micròfon integrat, mòdem integrat | 3 ports USB 1.1 integrats i 2 ports Firewire 400, Altaveus estèreo integrats Harmon Kardon de 18 watts, Micròfon integrat, mòdem integrat | 3 ports USB 2.0 integrats i 2 ports Firewire 400, Altaveus estèreo integrats de 16 watts, Micròfon integrat, Port Mini-VGA, Entrada d'àudio, Sortida d'àudio | 3 ports USB 2.0 integrats i 2 ports Firewire 400, Altaveus estèreo de 18 watts, Micròfon integrat, port extern VGA          |
| Sistema operatiu màxim      | Mac OS 10.4 Tiger i Mac OS 9.2.2 a l'entorn Clàssic                                                                                       | Mac OS 10.4 Tiger i Mac OS 9.2.2 a l'entorn Clàssic. Mac OS 10.5 Leopard únicament al model 1 GHz.                                        | Mac OS 10.4 Tiger i Mac OS 9.2.2 a l'entorn Clàssic. Mac OS 10.5 Leopard.                                                                                    | Mac OS 10.4 Tiger i Mac OS 9.2.2 a l'entorn Clàssic. Mac OS 10.5 Leopard.                                                   |
| Pes                         | 22.7 kg. (50 pounds) | 22.7 kg. (50 pounds) | 22.7 kg. (50 pounds) | 22.7 kg. (50 pounds) |
| Introduit                   | 29 d'abril de 2002 | 6 de maig de 2003 | 13 d'abril de 2004 | 3 de maig de 2005 |